# Хазарский заповедник
«Хаза́рский госуда́рственный приро́дный запове́дник» (туркм. Hazar döwlet tebigy goraghanasy; прежние названия — «Всесоюзный Гасан-Кулийский орнитологический заповедник» (1932—1968), «Всесоюзный Красноводский орнитологический заповедник» (1968—1994)) — государственный природный заповедник, особо охраняемая природная территория Туркменистана, расположенная на западе страны, на юго-восточном побережье Каспийского моря. Центральная усадьба заповедника находится в городе Туркменбаши (до 1993 года — город Красноводск).
Создан Постановлением Совета народных комиссаров Туркменской ССР № 252 от 3 октября 1932 года для организации охраны и изучения крупнейших на юго-восточном Каспии зимовок водоплавающих и околоводных птиц.
Современная площадь заповедника — 267 961 га, более половины которой занимают значительные участки прибрежных водно-болотных угодий и морская акватория Каспия. Заповедник состоит из трёх участков: Хазарский (191 261 га), c рядом заливов и километровой буферной зоной вокруг, Эсенгулыйский (69 700 га), заказник на острове Огурчинский (Огурджалы) (7 000 га) с прилежащей акваторией.
Находится в подчинении Государственного комитета Туркменистана по охране окружающей среды и земельным ресурсам.

## История создания

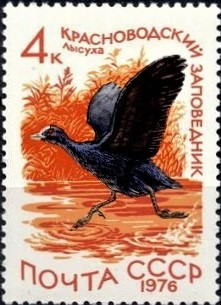
Почтовая марка СССР № 4613. 1976. Заповедники СССР

В 1923 году во главе с советским учёным-зоологом Михаилом Константиновичем Лаптевым была проведена научная экспедиция на юго-восточное побережье Каспийского моря с целью изучения и охраны зимовок водоплавающих и околоводных птиц.
В 1932 году было осуществлено повторное обследование этой местности, выявившее ухудшение охраны зимовок птиц, после чего было подготовлено научное обоснование для организации орнитологического заповедника в районе посёлка городского типа Гасан-Кули Гасан-Кулийского района Туркменской ССР. До этого на каспийском побережье уже существовали два орнитологических заповедника: Астраханский и Кызылагачский. Всероссийское общество охраны природы обратилось в ЦИК Туркменской ССР с предложением о необходимости создания на юго-восточном побережье Каспийского моря заповедника для охраны крупнейшей зимовки водоплавающих птиц.
В результате, Постановлением Совета народных комиссаров Туркменской ССР № 252 от 3 октября 1932 года был создан «Гасан-Кулийский орнитологический заповедник». Вскоре, он был переименован во «Всесоюзный Гасан-Кулийский орнитологический заповедник» (Постановление СНК СССР № 2472 от 13 ноября 1933 года).
Общая площадь заповедника первоначально составляла 97 000 га, из них 78 000 га — акватория восточного побережья Каспийского моря. В его пределы также входила пойма реки Атрек с Гасанкулийским заливом. Полоса заповедной суши составляла почти 5 км.
В 1968 году база заповедника была перенесена в город Красноводск с присоединением Красноводского (ныне Хазарского) участка, после чего заповедник стал называться «Всесоюзным Красноводским орнитологическим заповедником» (Постановление Совета министров Туркменской ССР № 288 от 10 июля 1968 года).
В 1990 году к заповеднику был присоединён Огурчинский заказник, располагающийся на одноимённом острове.
С 1974 года до распада Советского Союза основная часть территории Красноводского заповедника по Рамсарской конвенции входила в число охраняемых водно-болотных угодий, имеющих международное значение в качестве мест обитания водоплавающих и околоводных птиц. В настоящее время этот статус международного угодья фактически утерян, так как Туркменистан до сих пор не ратифицировал Рамсарскую конвенцию. С 1968 года (после создания Красноводского участка) территория заповедника не изменялась.
В 1994 году «Всесоюзный Красноводский орнитологический заповедник» переименован в «Хазарский государственный природный заповедник».